# João Cantacuzeno (césar)
João Cantacuzeno (em grego: Ἰωάννης Καντακουζηνός; fl. 1183-1186) foi um comandante militar e um membro precoce da família Cantacuzeno. Um parente do futuro imperador Isaac II Ângelo (r. 1185-1195; 1203-1204), foi cegado durante o reinado de Andrônico I Comneno (r. 1183–1185) quando atacou um eunuco da corte. Mais tarde, sob Isaac II, comandou as tropas bizantinas contra os rebeldes búlgaros liderados por Pedro e João Asen, tendo sido derrotado por eles. O historiador contemporâneo Nicetas Coniates descreve-o como um soldados bravo, audacioso e experiente, mas frequentemente desencaminhado por sua imprudência e presunção.

## Biografia

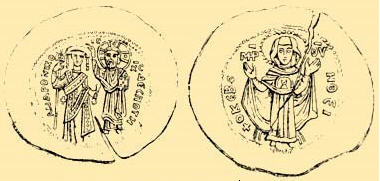
Moeda de r.

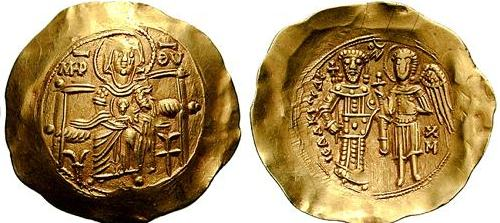
Hipérpiro de (r. 1185-1195; 1203-1204)

Ele foi uma das vítimas do reinado de terror do usurpador Andrônico I Comneno (r. 1183–1185) em 1183, que havia cegado-o, embora possivelmente não completamente, e então jogado-o na prisão, pois ele atacou um eunuco da corte que alegava que a incompetência do predecessor de Andrônico, seu sobrinho Aleixo II Comneno (r. 1180–1183), era a causa dos desastres que assolavam o império. Donald Nicol argumenta que isso mostra que ele foi um partidário da família Ângelo, e que ganhou sua recompensa quando seu cunhado Isaac II Ângelo (r. 1185-1195; 1203-1204) ascendeu ao trono em 1185: o novo imperador deu-lhe o posto de césar e nomeou-o para comandar uma expedição contra os búlgaros em 1186. os rebeldes não se operaram aos bizantinos no campo aberto, e ao invés disso se retiraram para a fortaleza montanhosa deles. João os seguiu até lá, mas devido a seu excesso de confiança negligenciou fortificar seu campo e permitiu-se ser cercado, sofrendo uma derrota humilhante. Suas vestimentas de ofício foram capturadas e exibidas pelos líderes búlgaros Pedro e Asen. João foi substituído do comando pelo imperador em favor de Aleixo Branas, e viveu na aposentadoria.
Ele casou com Irene Angelina, a filha de Andrônico Ducas Ângelo e irmão dos imperadores Isaac II e Aleixo III Ângelo (r. 1195–1203). O casamento foi primeiro anulado pelo patriarca Lucas Crisoberges e então pelo imperador reinante Manuel I Comneno (r. 1143–1180), pois um sétimo grau de parentesco existia entre João e Irene. Contudo, em 1185-1186, depois de Isaac Ângelo apossar-se do poder, um sínodo destituiu o patriarca Basílio II Camatero - um nomeado de Andrônico I - e o novo patriarca, Nicetas II Muntanes, deu sua aprovação para o casamento. Eles parecem ter tido um filho, tendo ele sido colocado como o quarto possível candidato ao trono durante a enfermidade de Aleixo III. Os pais de João não são conhecidos, mas ele pode ter sido irmão de Teodoro Cantacuzeno (morto em 1184), que Nicetas Coniates afirma que foi morto auxiliando Isaac Comneno a defender a cidade de Niceia contra Andrônico Comneno.